# Callimomoides
Callimomoides is een geslacht van vliesvleugeligen uit de familie Pteromalidae. De wetenschappelijke naam van dit geslacht is voor het eerst geldig gepubliceerd in 1926 door Girault.

## Soorten
Het geslacht Callimomoides omvat de volgende soorten:
- Callimomoides fuscipennis Girault, 1926
- Callimomoides ovivorus (Ferrière, 1936)
- Callimomoides robertsi Boucek, 1988